# سيان ديلز
فرانسين (سيان) ديلس (1 أغسطس 1947 - 17 أكتوبر 2021)،  هي ممثلة فلمنكية بلجيكية اشتهرت بتعاونها لمدة 36 عامًا في برنامج الأطفال باللغة الهولندية «شارع سمسم».